# Inkunabule u sveučilišnoj knjižnici Rijeka
Sveučilišna knjižnica u Rijeci u svom fondu čuva 16 svezaka s ukupno 21 naslovom inkunabula (prvotisaka), što je naziv za knjige tiskane u Europi od 1455. do 1500. godine. Kako bi se zaštitilo postojeće fizičke primjerke, uz istovremeno omogućavanje pristupa ovoj vrijednoj građi, Sveučilišna knjižnica je u 2020. godini digitalizirala sve inkunabule u svom fondu. Time je ova najvrjednija građa iz Zbirke stare i vrijedne građe dostupna javnosti.

## Vanjske poveznice
- Inkunabule u fondu Sveučilišne knjižnice Rijeka